# Michail Lebedev

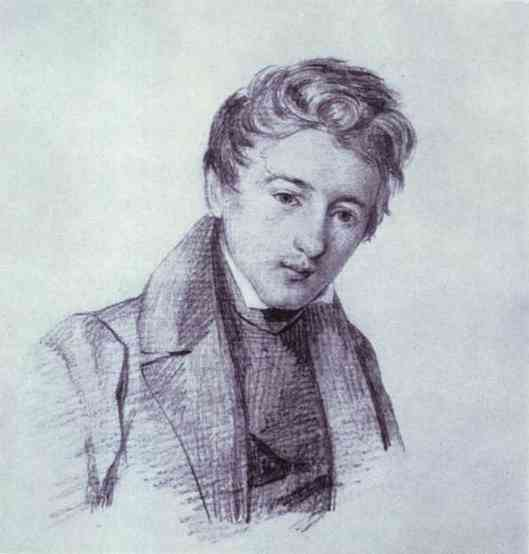
Michail Lebedev, door Nicolai Ramanazov

Michail Ivanovitsj Lebedev (Dorpat, 4 november 1811 - Napels, 13 juli 1837) was een Russisch kunstschilder. Hij schilderde vooral landschappen in de stijl van de romantiek.

## Leven en werk
Lebedev was de zoon van een lijfeigene. In 1826 kreeg het hele gezin de stand van kleinburger, waardoor Lebedev in 1827 naar het gymnasium van Dorpat kon gaan. In 1829 ging hij naar de Keizerlijke Academie van Schone Kunsten in Sint-Petersburg, waar hij landschapsschilderkunst studeerde onder Maksim Vorobjov. In 1832 kreeg hij twee zilveren medailles van de Keizerlijke Academie en in 1833 de Grote Gouden medaille. In 1834 kon hij met een beurs naar Italië reizen, waar hij zich aansloot bij een Russische kunstenaarskolonie met onder andere Karl Brjoellov. Hij schilderde in de omgeving van Rome, met name in omliggende dorpjes zoals Albano Laziale, Ariccia en Castel Gandolfo, op het eiland Capri en bij Sorrento. Hij overleed in 1837 te Napels aan cholera, 26 jaar oud.
Lebedev wordt ondanks zijn korte carrière en kleine oeuvre beschouwd als een van de belangrijkste exponenten van de Russische romantiek. Hij schilderde vooral landschappen, waarbij hij veel werkte met licht-donker contrasten en een opvallende aandacht had voor kleurrijke details. Bij uitstek komt dit tot uitdrukking in zijn bekendste werk Ariccia bij Rome uit 1836. De schrijver en kunsthistoricus Aleksandr Andrejev schreef: "Met een zeldzame werklust verenigde hij de hartstocht van zijn ziel met een snel waarnemingsvermogen en zijn verbazingwekkend geheugen met dromerijen en idealisme, en hij voelde een vurige liefde voor de natuur". Karl Brjoellov voorspelde dat hij een van de grootste landschapsschilders van Europa zou worden. Zijn vroege dood heeft de verdere ontwikkeling van zijn talent evenwel verhinderd.

## Galerij

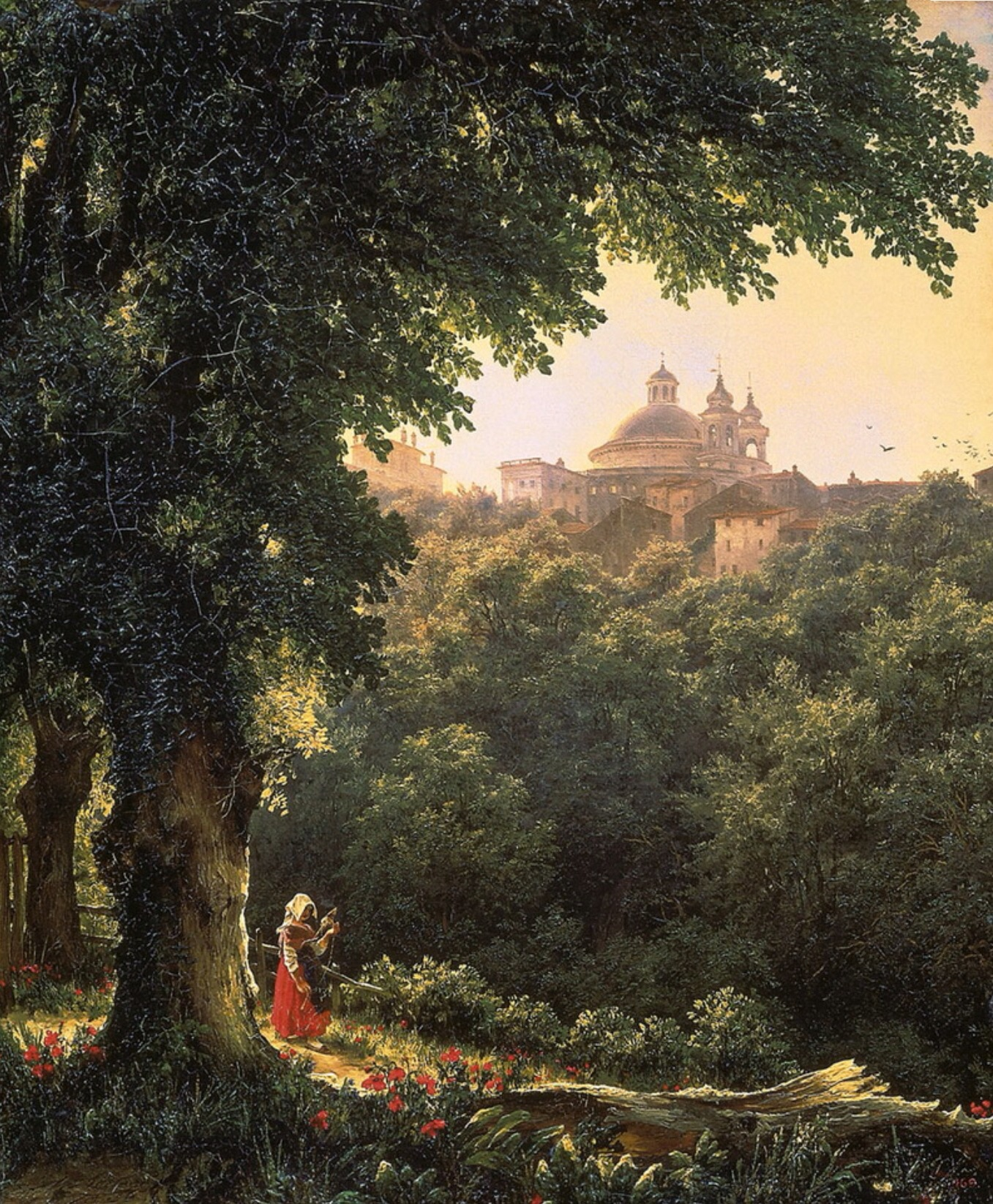
Ariccia bij Rome, 1836
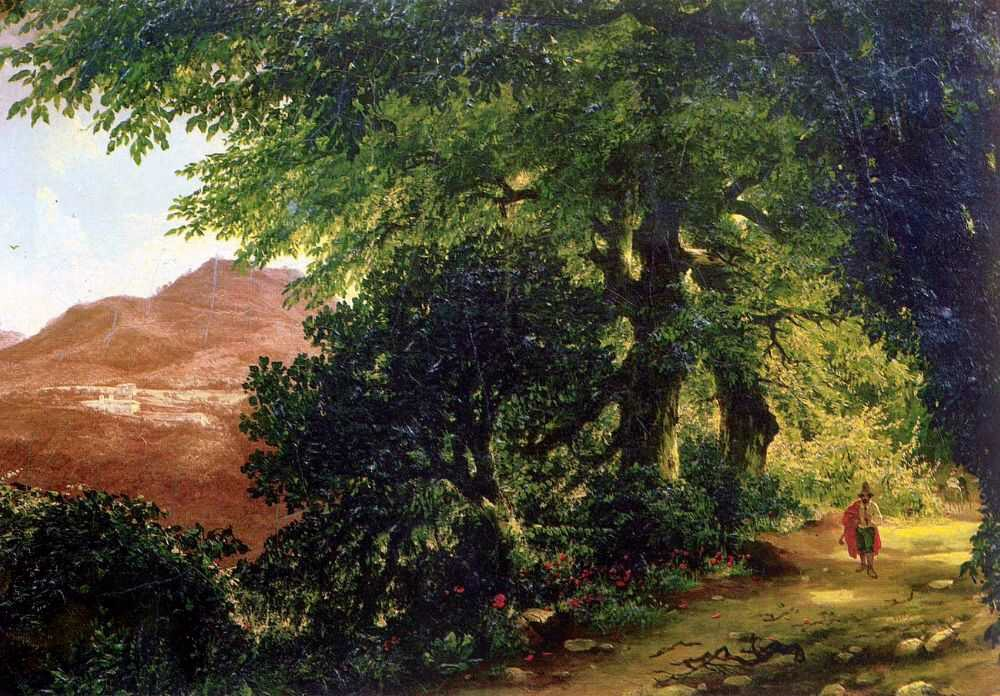
Landschap bij Albano, 1835-1836
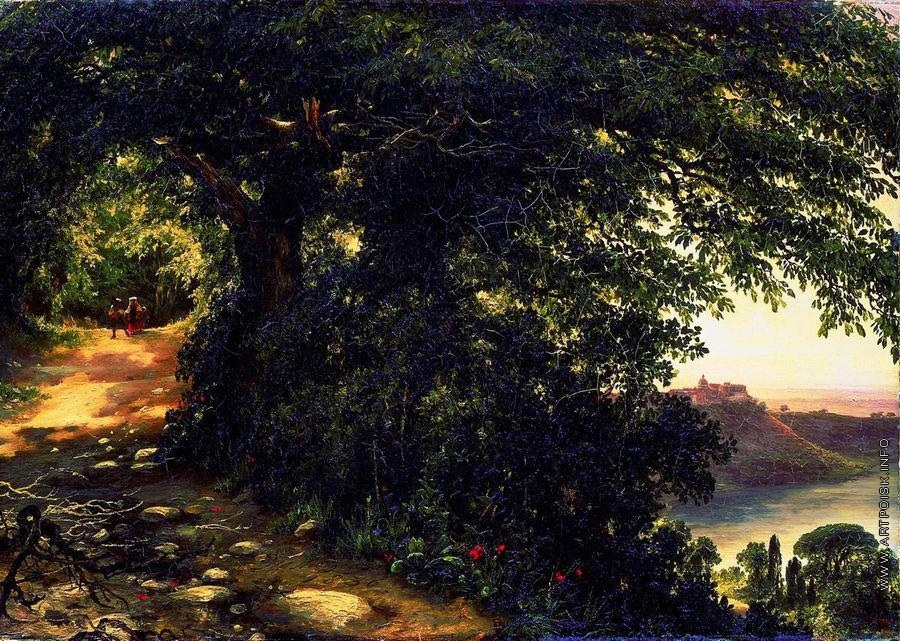
Gezicht op Castel Gandolfo